# Luca Hänni
Luca Hänni, švicarski glasbenik in model, * 8. oktober, 1994, Bern, Švica.

## Življenjepis
Luca je zmagovalec devete sezone glasbenega šova Nemčija išče zvezdo. Prejel je nagrado v višini 500 tisoč evrov in snemanje plošče pri založbi Universal Music. Njegov prvi album, ki je bil izdan leta 2012, je postal številka ena tako v Nemčiji kot Švici.
Leta 2019 je na Pesmi Evrovizije zastopal Švico s skladbo »She Got Me« in osvojil četrto mesto.

## Diskografija

### Albumi
- My Name Is Luca (2012)
- Living the Dream (2013)
- Dance Until We Die (s Christopher S) (2014)
- When We Wake Up (2015)
- 110 Karat (2020)

### Singli
- »Don't Think About Me« (2012)
- »I Will Die for You« (2012)
- »Shameless« (2013)
- »I Can't Get No Sleep« (s Christopher S) (2014)
- »Good Time« (s Christopher S) (2014)
- »Only One You« (2014)
- »Set the World on Fire« (2015)
- »Wonderful« (2015)
- »Warum!« (2016)
- »Powder« (2017)
- »Signs« (2018)
- »Bei mir« (2018)
- »She Got Me« (2019)
- »Bella Bella« (2019)
- »Nebenbei« (2019)
- »Nie mehr allein« (2020)
- »Diamant« (2020)
- »Wo warst du« (2021)
- »Durch die Nacht« (s Sunlike Brothers) (2021)
- »Dynamit« (2021)
- »Just You and Me« (2021)